# アダム・ロフタス (初代リズバーン子爵)
初代リズバーン子爵アダム・ロフタス（英語: Adam Loftus, 1st Viscount Lisburne、1691年9月15日没）は、アイルランド貴族、軍人。1691年のリメリック包囲戦で戦死した。

## 生涯
サー・アーサー・ロフタスと妻ドロシー（Dorothy、旧姓ボイル（Boyle）、初代コーク伯爵リチャード・ボイルの娘）の息子として生まれた。
1686年1月29日、アイルランド貴族であるリズバーン子爵とダブリン県におけるラスファーナム男爵に叙された。
1689年初に主にハンティンドンシャーで招集した兵士で歩兵連隊を編成し、1689年3月8日に歩兵連隊隊長としての辞令を受けた。
リメリック包囲戦の最中の1691年9月15日、砲弾の直撃を受けて戦死した。死後、ダブリンの聖パトリック大聖堂に埋葬された。息子をもうけなかったため爵位は廃絶、遺産は娘ルーシーが継承した。

## 家族

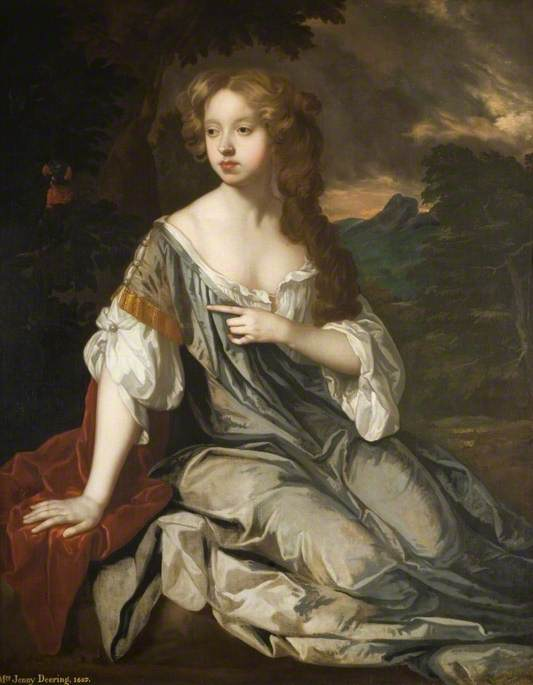
妻ルーシーの肖像画。ピーター・レリー画、1667年。

ルーシー・ブリッジス（Lucy Brydges、1689年7月12日没、第6代シャンドス男爵ジョージ・ブリッジスの娘）と結婚、1男1女をもうけた。
- ジェームズ - 夭折[4]
- ルーシー（1670年 – 1717年[4]） - 1692年7月、トマス・ウォートン閣下（後の初代ウォートン侯爵）と結婚、1男2女をもうけた[5]